# Javor
Javor är en ort i Bosnien och Hercegovina. Den ligger i entiteten Federationen Bosnien och Hercegovina, i den centrala delen av landet, 30 km nordväst om huvudstaden Sarajevo. Javor ligger 599 meter över havet och antalet invånare är 125.
Terrängen runt Javor är kuperad, och sluttar österut. Runt Javor är det ganska tätbefolkat, med 93 invånare per kvadratkilometer.. Närmaste större samhälle är Zenica, 19,1 km nordväst om Javor.
Omgivningarna runt Javor är en mosaik av jordbruksmark och naturlig växtlighet.